# Пердифумо
Пердифумо (итал. Perdifumo) — коммуна в Италии, располагается в регионе Кампания, в провинции Салерно.
Население составляет 1866 человек, плотность населения составляет 81 чел./км². Занимает площадь 23 км². Почтовый индекс — 84060. Телефонный код — 0974.
Покровителем коммуны почитается святой апостол Иаков Старший, празднование 25 июля.